# Slot Stolzenfels
Het Slot Stolzenfels (Duits: Schloss Stolzenfels) is een slot in het Midden-Rijndal in Koblenz. Het staat aan de linkerzijde van de Rijn tegenover de monding van de Lahn boven het naar het slot vernoemde stadsdeel Stolzenfels. Het pas in de 19e eeuw door de pruisische kroonprins Frederik Willem tot slot uitgebouwde complex gaat terug op een Keur-Trierse tolburcht uit de 13e eeuw die in 1689 werd verwoest. Het neogotische slot is het fraaiste bouwwerk van de Rijnromantiek, een kunst- en cultuurstroming binnen de Romantiek waarin het rivierlandschap van de Rijn en de sagen en mythes, die rond de geschiedenis van de Duitse Rijnvallei ontstonden, centraal stonden en een grote invloed op de Duitse Romantiek uitoefenden. Tot het complex behoort bovendien de zogenaamde Klausenburg in het dal van de Gründgesbach, waarin de stallen, personeelswoningen en gastenverblijven werden opgenomen, en een 9 hectare groot landschapspark. Jaarlijks bezoeken circa 50.000 toeristen het slot.

## Geschiedenis

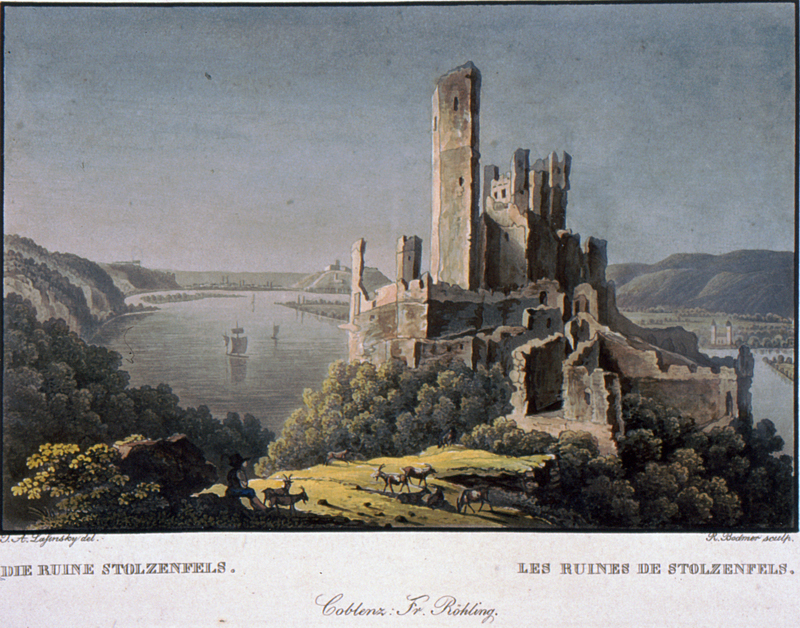
De ruïne rond circa 1830

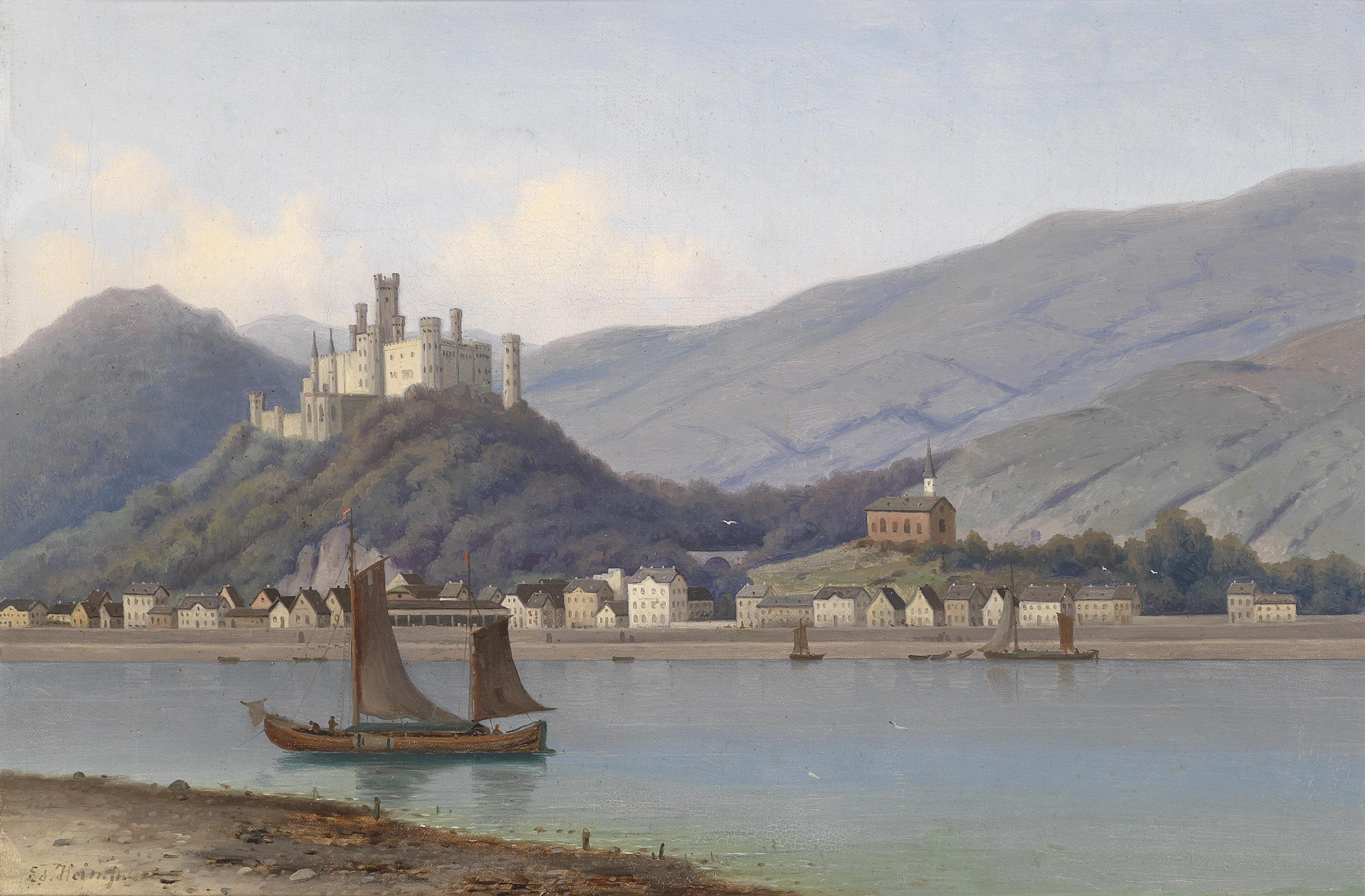
Het herbouwde slot volgens een schilderij van Eduard Hein de Jongere

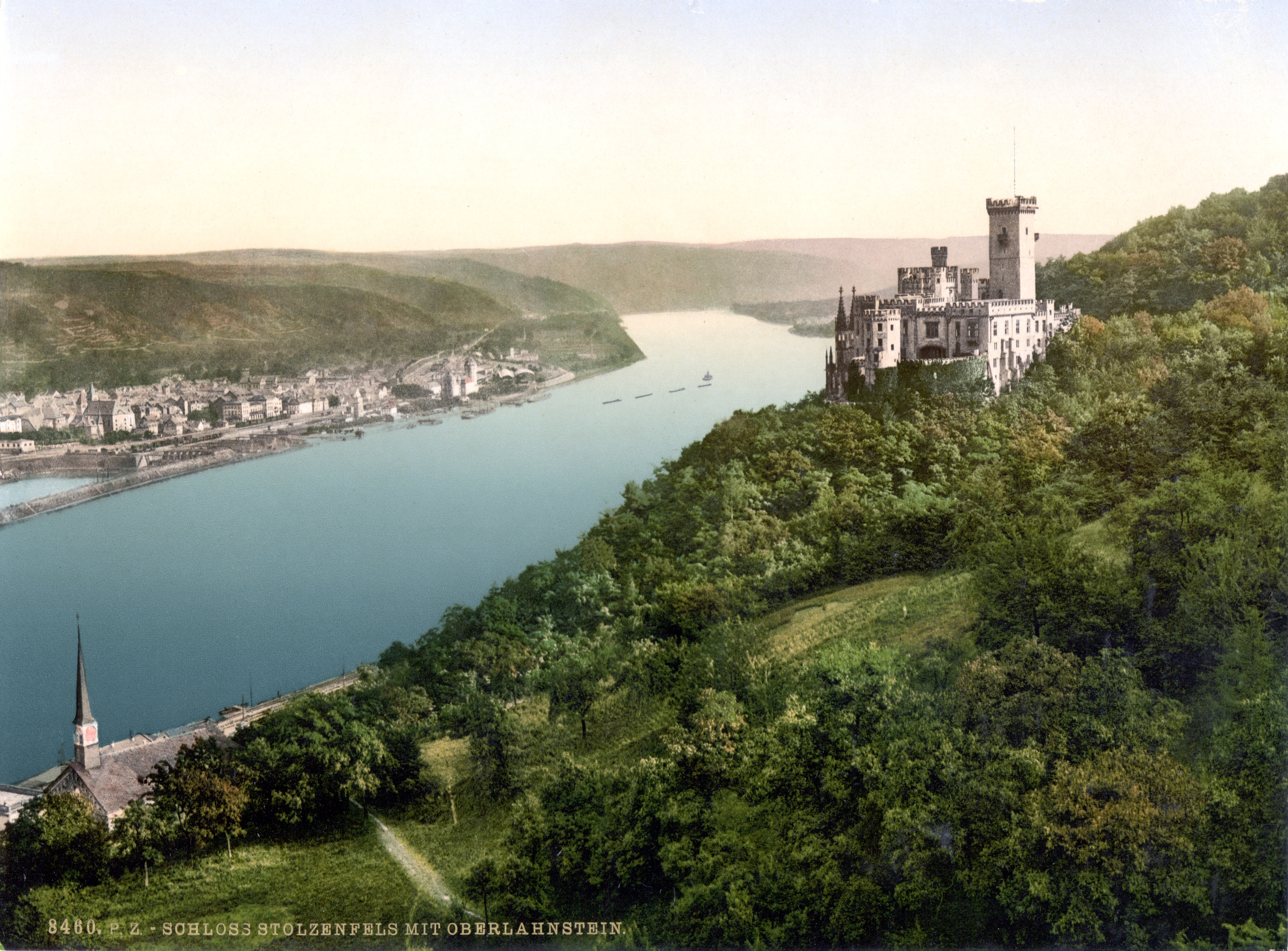
Het slot in 1902

In de jaren 1242 tot 1259 liet de Trierse aartsbisschop Arnold II van Isenburg de burcht Stolzenfels op een helling in het dal bouwen. Tegenover Stolzenfels ligt op de Lahnsteinse zijde de in 1232 gebouwde burcht Lahneck, die als meest noordelijke buitenpost het territorium van het keurvorstendom Mainz markeerde. De nog altijd bestaande vijfzijdige bergfried van Stolzenfels werd in 1248 gebouwd. De burcht werd onder aartsbisschop Boudewijn van Luxemburg omstreeks 1300 tot een keurtrierse tolburcht uitgebouwd en door muren met de nederzetting aan de Rijnoever verbonden. De aartsbisschop Kuno en Werner van Falkenstein lieten Stolzenfels in de jaren 1388-1418 met een woontoren en een paleis vergroten. De functie van tolburcht werd in 1412 door Werner van Falkensstein aan de in 1371 door Kuno stroomafwaarts gebouwde burcht Kunostein overgedragen, die ooit op de plaats stond van het later gebouwde slot Engers (Neuwied).
In de Dertigjarige Oorlog werd Stolzenfels in 1632 eerst door de Zweden en aansluitend tweemaal twee jaar (in 1634 en 1646) door de Fransen bezet. Na de verwoesting van de burcht in 1689 door de Fransen tijdens de Paltse Successieoorlog geraakte de burcht de volgende 150 jaar in verval. In de Franse tijd (1794-1814) werd het eigendom van de ruïne aan de stad Koblenz overgedragen. Op haar beurt schonk de stad in 1815 de ruïne aan kroonprins Frederik Willem van Pruisen, de latere koning Frederik Willem IV. Deze nam echter pas in 1823 kort na zijn huwelijk met Elisabeth Ludovika van Beieren het geschenk aan. Dit besluit werd gedreven door zijn enthousiasme voor het romantische landschap en het begin van de wederopbouw van het kasteel Rheinstein door zijn neef Frederik van Pruisen.

## De herbouw
In de jaren 1826-1833 liet Frederik Willem IV door de architect Johann Claudius von Lassaulx de parochiekerk Sint-Menas in Stolzenfels bouwen. Daarna bouwde hij van 1836 tot 1842 onder medewerking van Karl Friedrich Schinkel en na 1841 onder leiding van Friedrich August Stüler het huidige slot als Pruisische zomerresidentie aan de Rijn weer op. De nog bestaande bouw van de ruïne werd op de uitdrukkelijke wens van de kroonprins geïntegreerd in de nieuwbouw. Onmiskenbaar zijn de invloeden van de Engelse neogotiek en de romantische stijl van Schinkel. De tuin op de steile rotshelling werd van 1836 tot 1842 aangelegd door de bekende Pruisische tuin- en landschapsarchitect Peter Joseph Lenné.
De kamers van de zomerresidentie werden met waardevolle middeleeuwse en op de middeleeuwen geïnspireerde meubels, kunstwerken en schilderijen gevuld. In 1842 werden de werkzaamheden afgerond en op 14 september nam koning Frederik Willem IV er met zijn in historische kledij gestoken gevolg er met een fakkeloptocht zijn intrek. De als personeelswoning geplande Klausenburg werd in 1843 op de plaats van een kleiner gebouw bij de toegang naar het slot door Neumann en Schnitzler voltooid. De protestantse kapel in neogotische stijl ontstond in de jaren 1843-1847 naar het ontwerp van Friedrich August Stüler en Carl Schnitzler. Het slot werd in 1845 vereerd met een bezoek van de Britse koningin Victoria.
Sinds 2002 maakt het slot Stolzenfels deel uit van het door de UNESCO onderscheiden werelderfgoed Boven-Middenrijndal. 

## De slotkapel
De protestantse kapel aan de Rijnzijde voor de woontoren werd als laatste gebouw in de jaren 1843-1847 op het uitzichtterras gebouwd. De kapel heeft een kruisvormige plattegrond en achthoekige naaldvormige koortorens. In het oostelijk georiënteerde koor met een 5/8 afsluiting zijn spitsbogige vensters en roosvensters ingebouwd. Het interieur heeft vroeggotische vormen en een kleurrijk kruisribgewelf. De Nazarener Ernst Deger schilderde twaalf grote schilderijen in krachtige kleuren op een gouden achtergrond op de muren. Ze stellen de geschiedenis van de verlossing van de mensheid voor. Het zwaluwnestorgel werd in 1846 door de firma Johannes Adolph Ibach gebouwd. Onder het koor bevindt zich de achtzijdige doopkapel met achthoekige vensters. Het dak van de kapel is een terras en bereikbaar via de kleine ridderzaal.

## Afbeeldingen

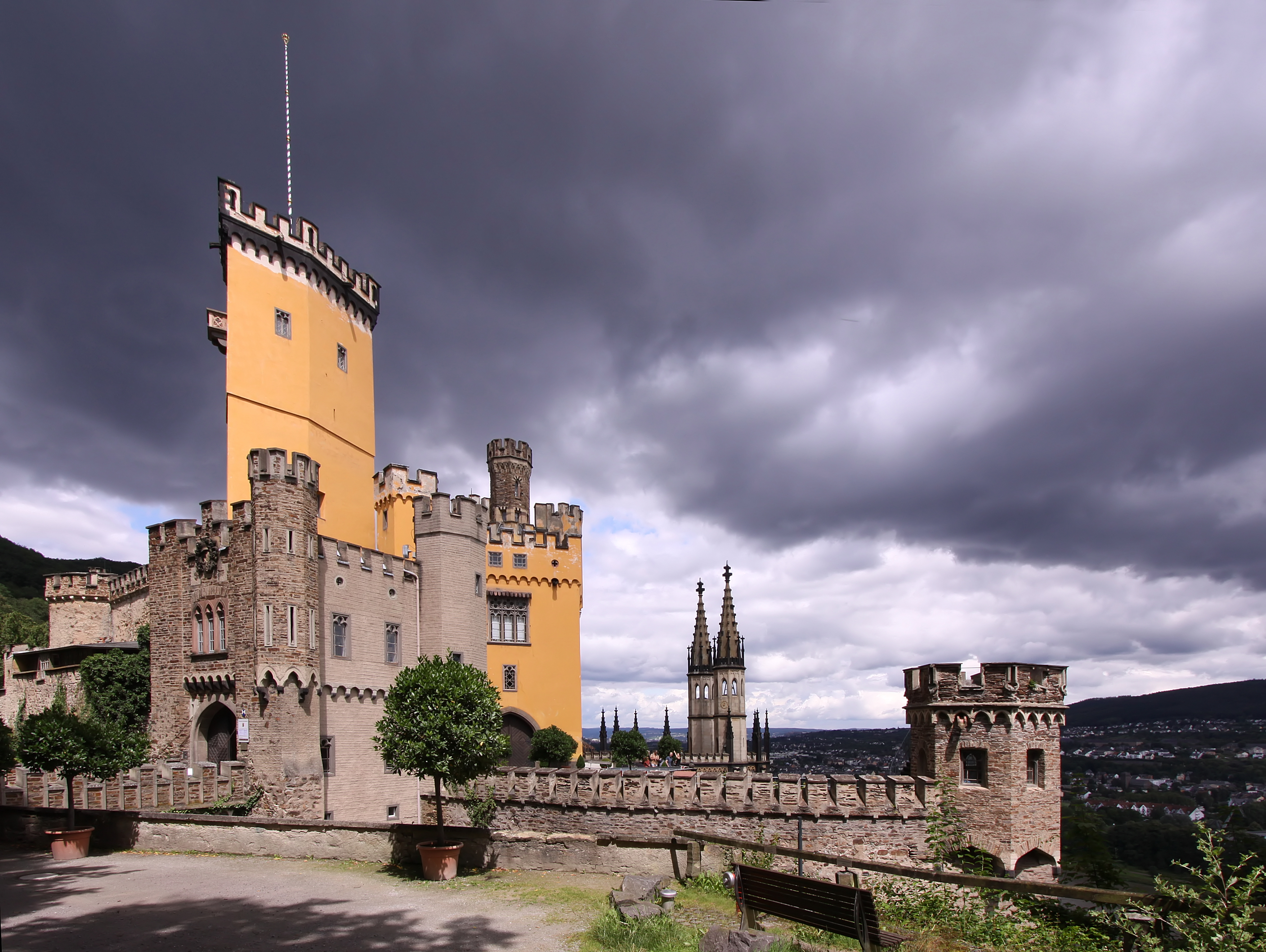
Burcht
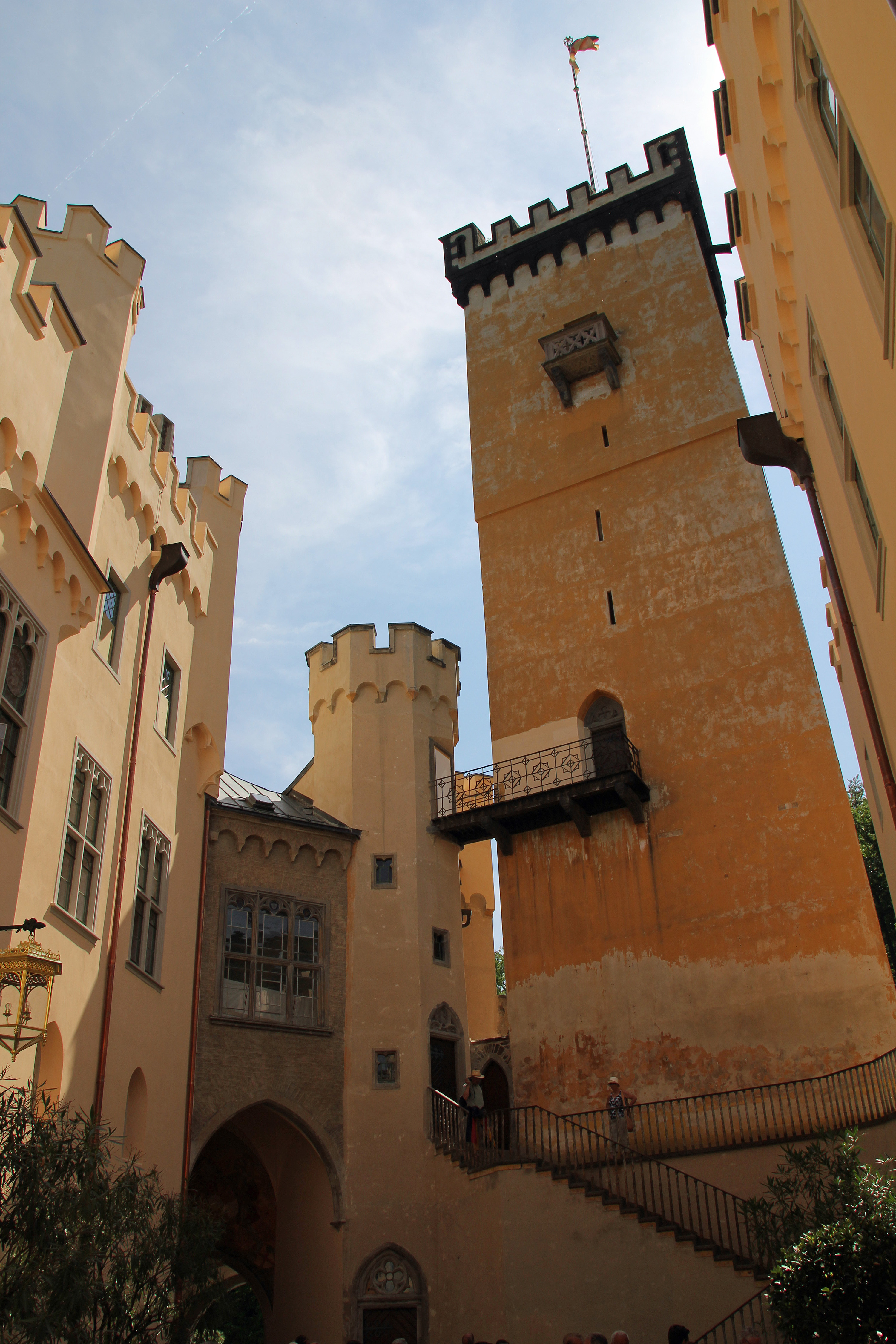
Bergfried
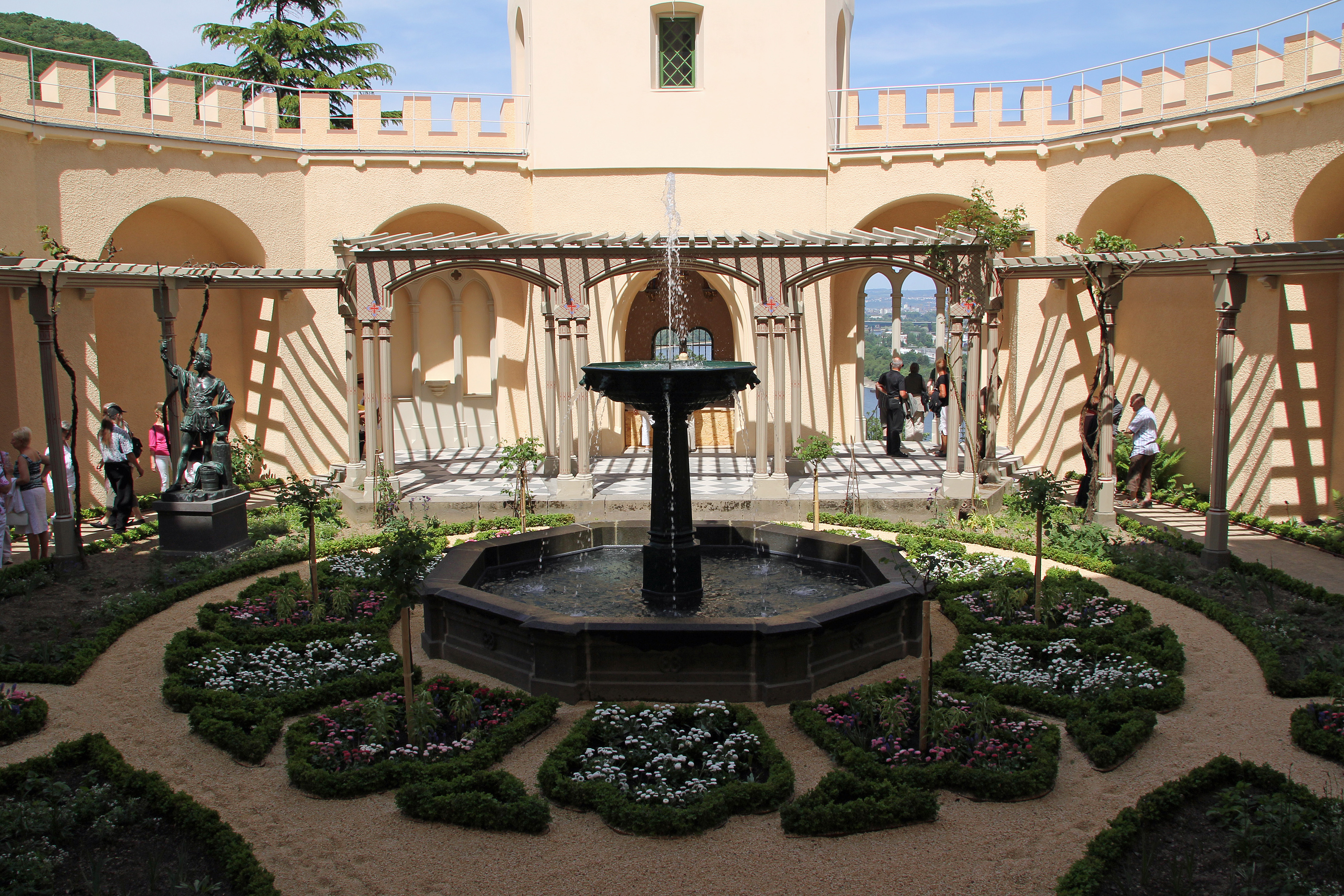
Fontein
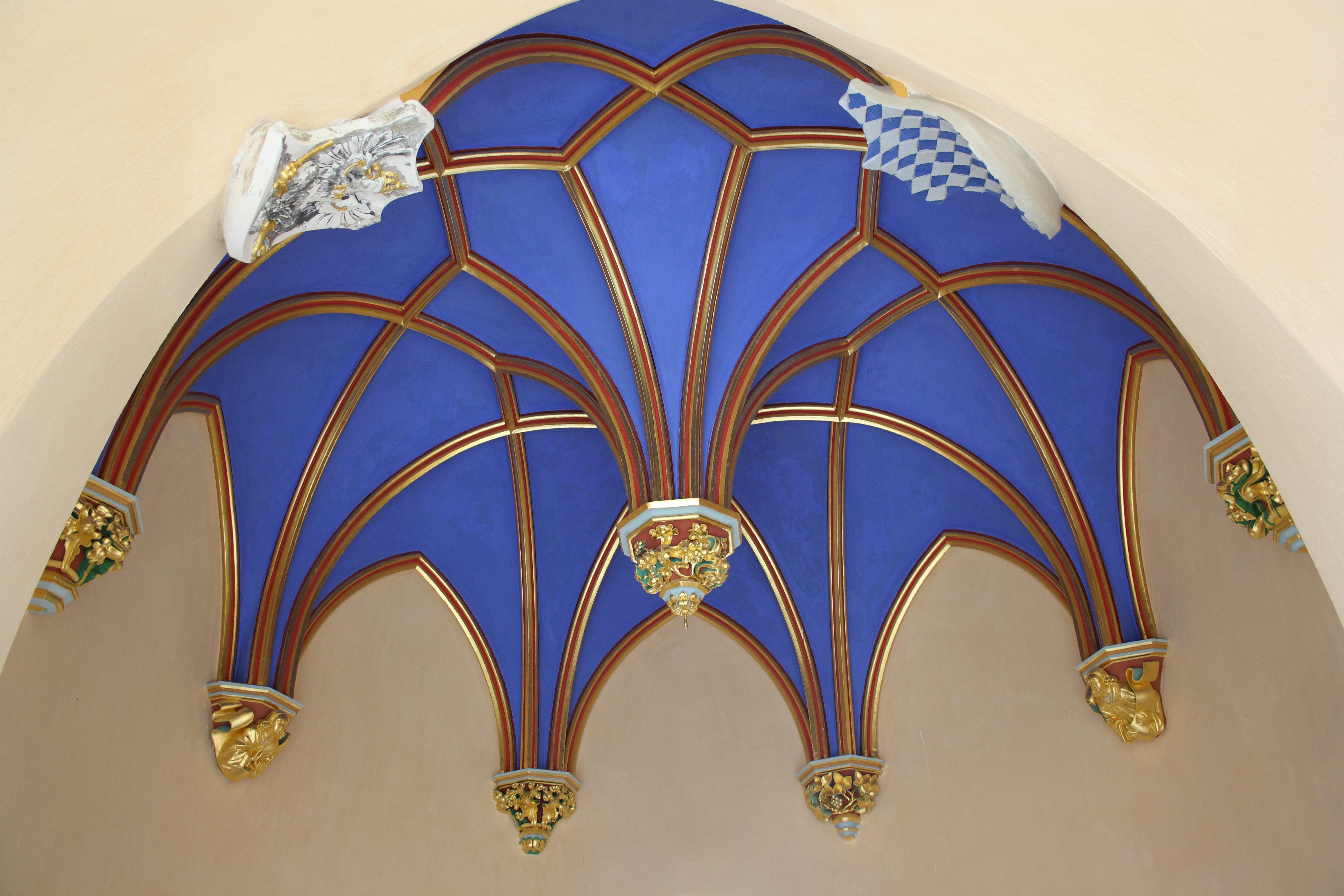
Gewelf in de binnenhof met doorhangende sluitsteen
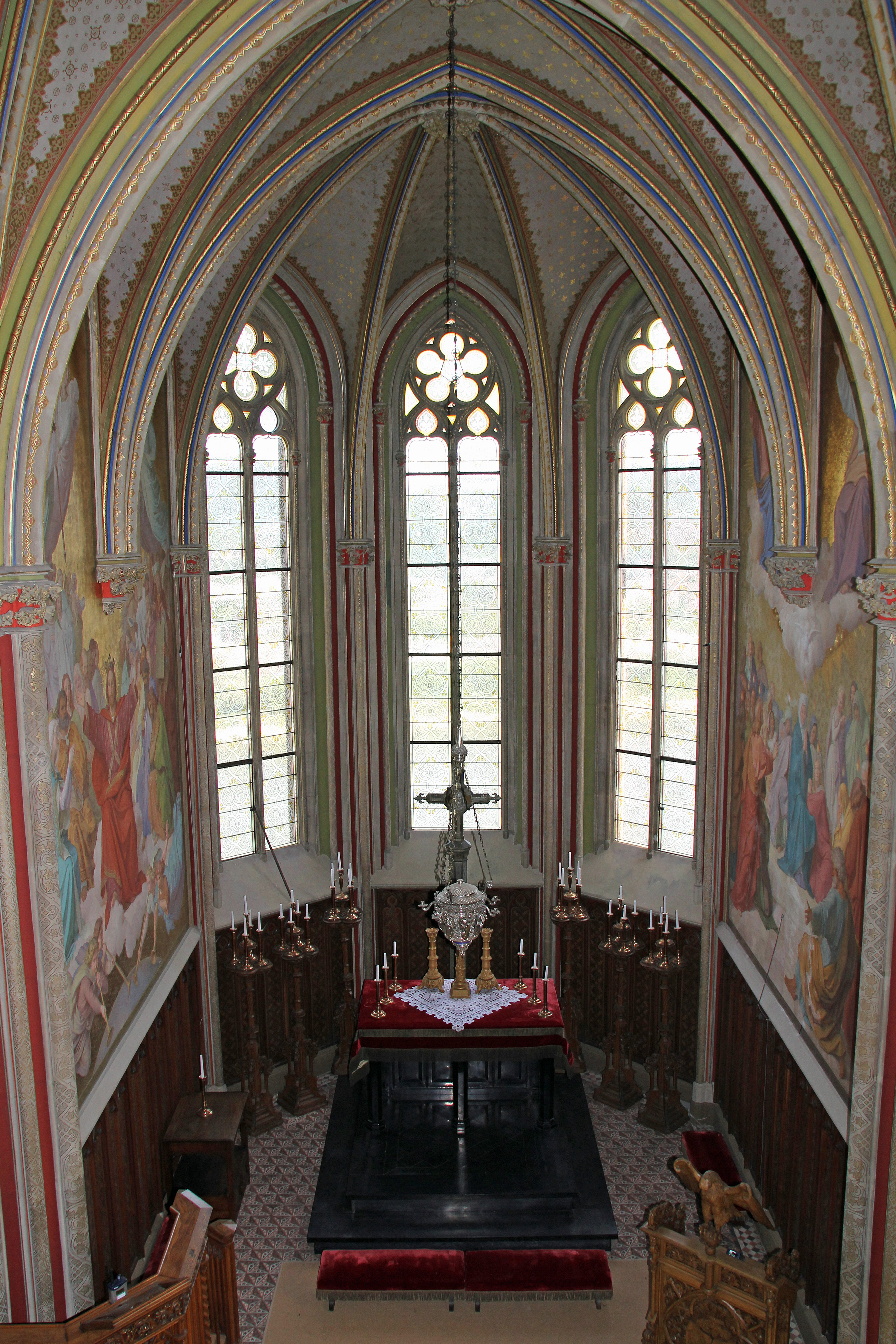
Slotkapel